# Encrasicholina punctifer
Encrasicholina punctifer är en fiskart som beskrevs av Fowler, 1938. Encrasicholina punctifer ingår i släktet Encrasicholina och familjen Engraulidae. Inga underarter finns listade i Catalogue of Life.